# Дзепулць
Дзепулць (пол. Dziepółć) — село в Польщі, у гміні Радомсько Радомщанського повіту Лодзинського воєводства.
Населення — 760 осіб (2011).
У 1975-1998 роках село належало до Пйотрковського воєводства.

## Демографія
Демографічна структура станом на 31 березня 2011 року:
|          | Загалом | Допрацездатний вік | Працездатний вік | Постпрацездатний вік |
| -------- | ------- | ------------------ | ---------------- | -------------------- |
| Чоловіки | 369     | 72                 | 251              | 46                   |
| Жінки    | 391     | 88                 | 219              | 84                   |
| Разом    | 760     | 160                | 470              | 130                  |